# Барбаль, Иаков Илларион
Святой Иаков Илларион, он же Хайме Иларио (исп. Jaime Hilario), в миру Мануэль Барбаль-и-Косан (кат. Manuel Barbal i Cosán, 2 января 1889, Сорт — 18 января 1937, Таррагона) — испанский католический монах, брат христианских школ (ласаллианец) из Каталонии. Преподавал в орденских школах почти двадцать лет, пока его не расстреляли силы Второй Республики во время гражданской войны в Испании.

## Биография
В 1911 году начал духовное образование в семинарии епархии Уржеля, но вскоре у него появились проблемы со слухом, и он был вынужден отказаться от намерения стать священником. В 1917 году поступил в новициат братьев христианских школ в Ируне, где получил религиозное имя Хайме Иларио (Иаков Илларион). До 1933 года служил учителям в различных орденских школах. Выдающийся учитель и катехизатор, он преподавал латынь и был сторонником всеобщего образования с упором на бедных. Тем не менее его проблемы со слухом продолжали ухудшаться, и в начале 1930-х годов он был вынужден прекратить преподавать и начал работать садовником в колледже Святого Иосифа в Таррагоне.
С началом гражданской войны в середине 1936 года Барбаля арестовали на пути к родственникам за членство в религиозной общине. В декабре 1936 года его перевели на тюремный корабль «Махон» в Таррагоне. Во время суда 15 января 1937 года адвокат советовал ему представиться садовником, но тот отказался воспользоваться лазейкой и настаивал на том, что является ласаллианцем. Его осудили и 18 января доставили в Монте-де-лос-Оливос — оливковую рощу — в Таррагоне для казни. Когда первые два залпа не ранили Барбаля, командир расстрельной команды выстрелил в него пять раз в упор. Его последними словами были: «Умереть за Христа, мои юные друзья, значит жить». Он был первым из 97 членов его ордена, убитых в Каталонии во время гражданской войны в Испании.

## Почитание
Папа Иоанн Павел II беатифицировал Барбаля 29 апреля 1990 года и канонизировал 21 ноября 1999 года в один день с Туронскими мучениками — восемью ласаллианцами и священником-пассионистом, которые были расстреляны в Астурии в 1934 году.
День памяти — 28 июля (в некоторых календарях 18 января).